# Natalja Pohrebnjak
Natalja Olehivna Pohrebnjak (ukrainska: Наталя Олегівна Погребняк), född den 19 februari 1988, Kupjansk, Ukrainska SSR, Sovjetunionen, är en ukrainsk friidrottare som tävlar i kortdistanslöpning.